# キバナノアマナ
キバナノアマナ（黄花の甘菜、学名：Gagea lutea ）は、ユリ科キバナノアマナ属の多年草。別名キバナアマナ。

## 特徴
地下にある鱗茎は卵形で長さ10-15mmになり、帯黄色の薄皮に包まれる。根出葉は1個で、形は線形で長さ15-30cmになり、やや厚みがある。花茎は、高さ15-25cmになり、2個の苞葉がつく。
花期は4-5月で、花茎の先に4-10個の黄色の花を散形状につける。細い花柄の長さは不規則で、1-5cm。花被片は6枚、線状長楕円形で長さ12-15mm。雄蕊は6個あり、花被片より短い。果実は蒴果で、3稜がある球形状になり、長さは7mm内外になる。

## 分布と生育環境
日本国内では、北海道、本州中部以北に、国外では、千島、樺太、朝鮮、中国、シベリア東部、ヨーロッパに広く分布する。日のあたる草むらや田畑の土手、林の縁などに生育する。

## 近縁種
- キバナノアマナ属 Gagea
  - キバナノアマナ Gagea lutea
  - ヒメアマナ Gagea japonica
  - エゾヒメアマナ Gagea vaginata
- チシマアマナ属 Lloydia
  - チシマアマナ Lloydia serotina
  - ホソバノアマナ Lloydia triflora
- アマナ属 Amana
  - アマナ Amana edulis
  - ヒロハノアマナ Amana erythronioides